# Hästkastanjsköldlus
Hästkastanjsköldlus (Pulvinaria regalis) är en insektsart som beskrevs av Canard 1968. Hästkastanjsköldlusen ingår i släktet Pulvinaria och familjen skålsköldlöss. Inga underarter finns listade i Catalogue of Life.

## Svensk förekomst
Hästkastanjsköldlusen registrerades i Sverige först 2006, och är sedan dess ett nytt skadedjur i Sverige som kan beskrivas som en invasionsart. Angrepp av arten kan uteslutande ses i stadsmiljö i närhet till vägar och bebyggelse där den lever på trädstammar av varierande trädslag. Insekten är polyfag och har därmed ett brett spektrum av värdväxter. De hårdast angripna träden på svensk mark är till synes lind, lönn och hästkastanj.

## Skador
Insekten orsakar vita fläckar på trädens stammar och nedre grenverk. Fläckarna kommer av honans äggsäckar, och skadan kan är främst kanske ett estetiskt problem som sänker värdet av stadens träd. Vid större angrepp kan även vitaliteten och tillväxten hos träden påverkas negativt. Genom sekundära angrepp av sotdaggsvamp på bladytorna, som växer i den honungsdagg som sköldlusen utsöndrar, minskar den fotosyntetiska aktiviteten.